# Frank Hardtke
Frank Hardtke (* 22. August 1960 in Berlin) ist ein deutscher Rechtswissenschaftler und Rechtsanwalt. Seit 2003 ist er Inhaber einer Professur für Steuer- und Unternehmensrecht an der Hochschule Wismar.

## Leben
Hardtke absolvierte von 1978 bis 1981 als Kriminalkommissarsanwärter ein Studium des Polizeivollzugsdienstes an der Fachhochschule für Verwaltung und Rechtspflege in Berlin. 1981 wurde er Diplom-Verwaltungswirt (FH) und zum Kriminalkommissar und 1987 zum Kriminalhauptkommissar ernannt. Von 1985 bis 1990 studierte er neben seiner Polizeilaufbahn Rechtswissenschaften an der Freien Universität Berlin. Von 1993 bis 1998 war er wissenschaftlicher Mitarbeiter am Lehrstuhl für Strafrecht und Steuerstrafrecht bei Wolfgang Joecks an der Rechts- und Staatswissenschaftlichen Fakultät der Ernst-Moritz-Arndt-Universität Greifswald und promovierte 1994 mit einer steuerstrafrechtlichen Arbeit.
Seit 1995 ist Hardtke als Rechtsanwalt tätig und seit 1996 in Greifswald niedergelassen. Hardtke wurde 1997 Fachanwalt für Steuerrecht und 2001 Fachanwalt für Arbeitsrecht. Hardtke ist Gründungspartner der Anwaltssozietät „Hardtke, Svensson & Partner“.
Seit 1997 ist Hardtke Dozent beim Deutschen Anwaltsinstitut (DAI) und an der Bundesfinanzakademie im Bundesministerium der Finanzen. Von 1996 bis 2005 war Hardtke Lehrbeauftragter an der Rechts- und Staatswissenschaftlichen Fakultät der Universität Greifswald im Wahl- und Wahlpflichtfachbereich Steuerrecht. Seit 2003 ist er Professor für Steuer- und Unternehmensrecht an der Hochschule Wismar. 2005 wurde Hardtke durch den Senat der Universität Greifswald zum Honorarprofessor ernannt. Hardtkes wissenschaftliche Arbeit liegt in erster Linie auf dem Gebiet des Steuerrechts und Steuerstrafrechts.
Er engagiert sich in der Greifswalder Kommunalpolitik, ist Mitglied der CDU und war Mitglied der CDU-Bürgerschaftsfraktion bis zu seinem Austritt am 15. April 2011.

## Schriften
- Steuerhinterziehung durch verdeckte Gewinnausschüttung: unrichtige Feststellung nach § 47 KStG als Steuervorteilserlangung. Berliner Wissenschafts-Verlag, Berlin 1995, ISBN 3-87061-457-9 (Dissertation).
- Steuerstrafrecht: eine Einführung in den Straftatbestand der Steuerhinterziehung und das steuerstrafrechtliche Verfahrensrecht sowie die Steuerordnungswidrigkeiten. Verlag des wissenschaftlichen Instituts der Steuerberater, Berlin 2006, ISBN 3-933911-14-1.